# Joshua Kimmich
Joshua Kimmich (n. 8 februarie 1995, Flensburg, Schleswig-Holstein, Germania) este un fotbalist german, care joacă pe post de mijlocaș sau fundaș la Bayern în Bundesliga. Pe plan internațional, are prezențe la națională pentru Germania Sub-21⁠(d) și Germania.

## Cariera de jucător

### Începutul carierei
Kimmich a jucat la echipa de juniori a lui VfB Stuttgart, înainte de a semna cu RB Leipzig în iulie 2013. VfB Stuttgart a avut totuși opțiunea de a-l recumpăra. El a debutat în 3. Liga pe 28 septembrie 2013, înlocuindu-l pe Thiago Rockenbach în egalul 2-2 contra echipei SpVgg Unterhaching.

### Bayern München
În vara anului 2015 Kimmich s-a alăturat clubului Bayern München, semnând un contract pe cinci ani pentru o sumă de transfer de 7 milioane de euro.
Pe 9 august 2015 Kimmich a debutat la Bayern ca titular în prima rundă a Cupa Germaniei împotriva echipei FC Nöttingen. Primul meci în Bundesliga a fost contra FC Augsburg, intrând din postura de rezervă pe 12 septembrie. Patru zile mai târziu a venit și primul meci în Liga Campionilor UEFA contra clubului grec Olympiakos. Pe 19 septembrie el a intrat pentru prima oară din poziția de titular, jucând toate cele 90 de minute în victoria 3-0 contra formației SV Darmstadt 98.
Kimmich a încheiat primul său sezon la Bayern jucând în total în 35 de meciuri.

## Cariera internațională
La data de 17 mai 2016 Kimmich a fost selecționat în lotul larg al Germaniei la Campionatul European din 2016. Pe 31 mai 2016 a fost anunțată prezența sa în lotul de 23 de jucători, el primind tricoul cu numărul 21.
Pe 21 iunie 2016 Kimmich a început ca titular meciul din faza grupelor contra echipei Irlandei de Nord, înlocuindu-l pe Benedikt Höwedes pe poziția de fundaș dreapta.

## Palmares
Bayern München
- Bundesliga (6): 2016, 2017, 2018, 2019, 2020, 2021
- DFL-Supercup (5): 2016, 2017, 2018, 2020, 2021
- DFB-Pokal (3): 2016, 2019, 2020
- Liga Campionilor UEFA (1): 2019-2020
- Cupa Mondială a Cluburilor FIFA (1): 2020

## Statistici
La 2 septembrie 2024.
| Club           | Sezon         | Campionat     | Campionat | Campionat | DFB-Pokal | DFB-Pokal | Europa  | Europa | Altele  | Altele | Total   | Total  |
| Club           | Sezon         | Divizie       | Meciuri   | Goluri    | Meciuri   | Goluri    | Meciuri | Goluri | Meciuri | Goluri | Meciuri | Goluri |
| -------------- | ------------- | ------------- | --------- | --------- | --------- | --------- | ------- | ------ | ------- | ------ | ------- | ------ |
| RB Leipzig     | 2013–14       | 3. Liga       | 26        | 1         | 0         | 0         | —       | —      | 0       | 0      | 26      | 1      |
| RB Leipzig     | 2014–15       | 2. Bundesliga | 27        | 2         | 2         | 0         | —       | —      | —       | —      | 29      | 2      |
| RB Leipzig     | Total         | Total         | 53        | 3         | 2         | 0         | —       | —      | 0       | 0      | 55      | 3      |
| Bayern München | 2015–16       | Bundesliga    | 23        | 0         | 4         | 0         | 9       | 0      | 0       | 0      | 36      | 0      |
| Bayern München | 2016–17       | Bundesliga    | 27        | 6         | 4         | 0         | 8       | 3      | 1       | 0      | 40      | 9      |
| Bayern München | 2017–18       | Bundesliga    | 29        | 1         | 6         | 1         | 11      | 4      | 1       | 0      | 47      | 6      |
| Bayern München | 2018–19       | Bundesliga    | 34        | 2         | 6         | 0         | 7       | 0      | 1       | 0      | 48      | 2      |
| Bayern München | 2019–20       | Bundesliga    | 33        | 4         | 6         | 1         | 11      | 2      | 1       | 0      | 51      | 7      |
| Bayern München | 2020–21       | Bundesliga    | 27        | 4         | 1         | 0         | 7       | 1      | 4       | 1      | 39      | 6      |
| Bayern München | 2021–22       | Bundesliga    | 28        | 3         | 2         | 0         | 8       | 0      | 1       | 0      | 39      | 3      |
| Bayern München | 2022–23       | Bundesliga    | 33        | 5         | 4         | 1         | 9       | 1      | 1       | 0      | 47      | 7      |
| Bayern München | 2023–24       | Bundesliga    | 28        | 1         | 2         | 0         | 11      | 1      | 1       | 0      | 42      | 2      |
| Bayern München | 2024–25       | Bundesliga    | 2         | 0         | 1         | 0         | 0       | 0      | 0       | 0      | 3       | 0      |
| Bayern München | Total         | Total         | 264       | 26        | 36        | 3         | 82      | 12     | 11      | 1      | 393     | 42     |
| Total carieră  | Total carieră | Total carieră | 317       | 28        | 38        | 3         | 82      | 12     | 11      | 1      | 449     | 45     |

1. 1 2 3 4 5 6 7 8 9  Apariții în UEFA Champions League
2. 1 2 3 4 5 6 7  Apariție în DFL-Supercup
3. ↑  O apariție în Supercupa Europei UEFA, o apariție și un gol în DFL-Supercup, două apariții în FIFA Club World Cup